# Eucomatocera vittata
Eucomatocera vittata là một loài bọ cánh cứng trong họ Cerambycidae.